# Баркас (лодка)
Барка́с, барка́з (на италиански: barcaccia – голяма лодка, на нидерландски: barkas) е наименование за 2 вида плавателни съдове:
- самоходен съд с неголеми размери, предназначен за превози в заливи и рейдове;
- голяма мореходна лодка с 14 – 22 весла, дължина до 12,2 m, ширина до 3,66 m и водоизместимост от 4 – 5 тона с подвижен бушприт (за кливера) и 2 мачти (за фока и грота).

По време на ветроходното корабоплаване баркасът заедно с пинасa обикновено е разположен на баринга между фок- и грот-мачтите.
Баркасите се спускат във водата за докарване на питейна вода или хранителни продукти.